# Theodore Conrades
Theodore Conrades fue un deportista belga que compitió en remo. Ganó cinco medallas en el Campeonato Europeo de Remo entre los años 1901 y 1906.

## Palmarés internacional
| Campeonato Europeo | Campeonato Europeo    | Campeonato Europeo | Campeonato Europeo |
| Año                | Lugar                 | Medalla            | Prueba             |
| ------------------ | --------------------- | ------------------ | ------------------ |
| 1901               | Zúrich (Suiza)        | Medalla de plata   | Cuatro con timonel |
| 1902               | Estrasburgo (Francia) | Medalla de plata   | Scull individual   |
| 1905               | Gante (Bélgica)       | Medalla de oro     | Doble scull        |
| 1906               | Pallanza (Italia)     | Medalla de oro     | Doble scull        |
| 1906               | Pallanza (Italia)     | Medalla de bronce  | Scull individual   |